# Karl Grathwohl
Karl Grathwohl (* 23. September 1905 in Oedheim; † 26. Mai 1982 in Heidelberg) war ein deutscher Geologe und Politiker (FDP/DVP).
Ab 1926 absolvierte Grathwohl ein Studium der Geologie an der Ruprecht-Karls-Universität Heidelberg. Im Zweiten Weltkrieg war er in Norwegen und Russland im Einsatz. Nach dem Krieg wurde er Mitglied der Demokratischen Volkspartei (DVP), die 1948 in der Freien Demokratische Partei (FDP) aufging. 1946 gehörte er der von der amerikanischen Militärregierung ernannten Vorläufigen Volksvertretung von Württemberg-Baden an.
Über 70 Jahre hinweg sammelte Grathwohl über 3.000 Minerale und Kristalle aus Ländern aller Kontinente, insbesondere jedoch vom Katzenbuckel. Nach seinem Tod wurde seine Sammlung als Dauerleihgabe der Gemeinde Waldbrunn zur Verfügung gestellt. Seit 2019 ist die Sammlung im Dorfmuseum Wagenschwend ausgestellt.